# 贾那布尔
贾那布尔·司马胡力（西里尔哈萨克语：Жанәбіл Смағұлұлы，拉丁化：Janabil Smagululi。1934年4月—2024年11月22日），男，哈萨克族，新疆哈巴河人。中华人民共和国政治人物。中共第十、十一、十二、十三、十四屆中央候補委員。

## 生平
1959年，任中共青河县委副书记。1974年，任中共新疆维吾尔自治区党委常委、自治区党委副书记。1978年，任新疆维吾尔自治区人民政府副主席。1993年，升任新疆维吾尔自治区政协主席。